# 雷蒙德·帕特里亚尔卡
老雷蒙德·洛里达·萨尔瓦托雷·帕特里亚尔卡（英語：Raymond Loreda Salvatore Patriarca Sr.，1908年3月18日—1984年7月11日）是一名以罗德岛州普罗维登斯为基地的意大利裔美国人帮派分子。他长期担任帕特里亚尔卡犯罪家族的头目，其触角曾在三十年内遍及整个新英格兰地区。雷蒙德是美国历史上最有影响力的帮派大佬之一，曾多次调停西西里黑手党山头之间的纷争。他有一子小雷蒙德。

## 早年生活
根据1930年的人口普查结果，雷蒙德的父亲为意大利移民，其母为马塞诸塞本地人，他出生于马塞诸塞州窩士打。在十几岁时雷蒙德已经劣迹斑斑，犯有包括偷车、抢车、武装抢劫、使用暴力、撬保险柜在内的多种前科。1933年禁酒令取消前期，他还被指控协助谋杀。

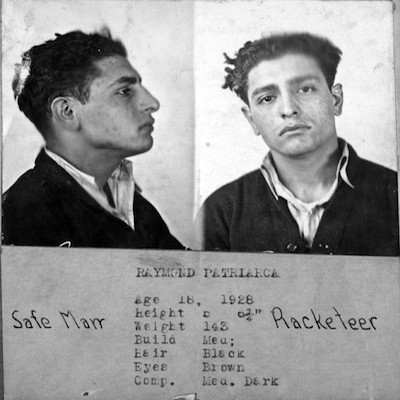
雷蒙德·帕特里亚尔卡在普罗维登斯警方的记录

在1930年代，普罗维登斯的公共安全委员会把雷蒙德列为头号人民公敌。他曾因抢劫被判处五年监禁，但在服刑数月后就于1938年被假释出狱。相关调查显示，时任麻州州长查尔斯·赫尔利的亲信，州长执行顾问丹尼尔·科克利伪造了一份“费金神父(Father Fagin，在英语中Fagin有‘教唆犯’的意思)”的求情信，并以此为依据批准了雷蒙德的假释。科克利因此被弹劾了公职。这一事件从侧面反映了帕特里亚尔卡在政界的影响力，因此让他在江湖上名声大振。

## 发迹
1940年代帕特里亚尔卡的事业蒸蒸日上。 1950年，黑帮大佬菲利普·布鲁科拉为了躲避逃税指控而离开了美国，帕特里亚尔卡趁机接管了他的生意。
1956年帕特里亚尔卡作出了一个重大决定，把家族总部迁至罗德岛州普罗维登斯。帕特里亚尔卡以两家合法公司为掩护，名义上分别经营烟草和自动售货机/弹球机业务。这两家公司都位于普罗维登斯市中心联邦山丘区阿特韦尔斯大道上的一幢木结构二层小楼上。 普罗维登斯的每一家赌摊，每一间妓院及其他任何地下产业从业者当时都要向帕特里亚尔卡交保护费。
作为新英格兰地区社团龙头，帕特里亚尔卡据称杀伐无情。有一次因为一个手下的失误，他在一笔交易中损失惨重。作为惩戒他命令此人的父亲亲自动手处决其子。其父终究下不去手而为子求情，帕特里亚尔卡于是将其父也从帮派中除名（后来在二当家亨利·塔梅里奥的求情下回归）；另有一次因为联邦执法机构收缴了帕特里亚尔卡的一批香烟，他随即命令自己的几名手下自掏腰包弥补其22,000美元的损失；还有一次，帕特里亚尔卡的办公室里被联邦特工设置了监控装置，事发之后他以玩忽职守为名处决了自己的一个亲兄弟。查尔斯顿地头蛇伯纳德·麦克劳林开始插手波士顿的高利贷产业以后，作为报复帕特里亚尔卡下令清除了麦克劳林帮的数名成员。

## 入狱
1970年3月帕特里亚尔卡和数名手下被以谋杀罪和预谋杀人罪起诉。当时的主要证人为著名的黑道杀手“红色的”约翰·凯利，凯利事后受到联邦证人保护程序的保护。 他声称自己受雇于帕特里亚尔卡，杀死了鲁道夫·玛尔菲奥和安东尼·梅雷。
帕特里亚尔卡等人的预谋杀人罪最终坐实，而其中莫里斯·勒纳更被判谋杀罪成立。帕特里亚尔卡被判处十年监禁。在狱中，他继续遥控指挥家族的运营。后来证实凯利在审讯中曾与联邦调查局探员哈罗德·保罗·里科串供作伪证，因此本案中的五名被告均被平反。

## 死亡和继承人
1984年7月11日上午11:30左右，罗德岛州北普罗维登斯消防部救援小队接到帕特里亚尔卡女友打来的求救电话。当救援人员赶到时他的心脏已经停止跳动了。经抢救无效，下午1:00帕特里亚尔卡被宣布因心力衰竭去世，享年76岁。他被葬于东普罗维登斯的天堂之门公墓。
《波士顿环球报》刊载的一篇文章中指出，帕特里亚尔卡的死因为心脏病以及严重糖尿病造成的脚趾坏死。作为黑道人物，这应该算是善终了。他去世时还背有两庄人命官司未结。
帕特里亚尔卡死后，其子小雷蒙德·帕特里亚尔卡接手了其父的黑道生意。